# Biejenczimie-Sałatin
Biejenczimie-Sałatin (ros. Беенчиме-Салатинский кратер) – krater uderzeniowy na lewym brzegu rzeki Oleniok w Jakucji, w Rosji. Ma 8 km średnicy, skały krateru są widoczne na powierzchni ziemi. Powstał w paleogenie, najprawdopodobniej 40 milionów lat temu (eocen), w skałach osadowych.